# کفل‌پاها
کفل‌پاها (نام علمی: Podiceps) نام یک سرده از تیره کشیم است.
نام کفل‌پاها به قرارگیری پاهای آن‌ها به سمت عقب بدنشان اشاره دارد. گونه‌های این جنس در اروپا، آسیا، شمال و آمریکای جنوبی تولید مثل می‌کنند. بیشتر گونه‌های نیمکره شمالی در زمستان به مناطق ساحلی یا آب و هوای گرمتر مهاجرت می‌کنند. آنها در مناطق گیاهی دریاچه‌های آب شیرین زادآوری دارند و در لبه آب لانه می‌کنند، زیرا پاهای آنها خیلی در سمت عقب قرار گرفته و آسان راه نمی‌روند.
کفل‌پاها معمولاً دو تخم می‌گذارند و جوجه خود را به پشت حمل می‌کنند. همه گونه‌های این سرده شناگران و غواصان بسیار خوبی هستند و ماهی‌ها را در زیر آب دنبال می‌کنند. بزرگسالان دارای پرهای زادآوری چشمگیری هستند. در این مورد هیچ تفاوتی بین دو جنس وجود ندارد. در زمستان، پرهای آن‌ها سفید کدر و خاکستری است.

## گونه‌ها
- کشیم کلمبیایی، P. andinus – انقراض (۱۹۷۷)
- کشیم گوشدار or Slavonian grebe, P. auritus
- کشیم کاکلی بزرگ، P. cristatus
- کشیم کلاه‌دار، P. gallardoi
- کشیم گردن‌سرخ، P. grisegena
- کشیم بزرگ، P. major
- کشیم گردن‌سیاه or eared grebe, P. nigricollis
- کشیم نقره‌ای، P. occipitalis
- کشیم تاتسانوفسکی، P. taczanowskii